# Czyżew-Siedliska
Czyżew-Siedliska – wieś w Polsce położona w województwie podlaskim, w powiecie wysokomazowieckim, w gminie Czyżew. 1 stycznia 2011  miejscowość została pozbawiona znacznej części obszaru (22,88 ha), który został włączony do nowo utworzonego miasta Czyżew.
W latach 1975–1998 miejscowość administracyjnie należała do województwa łomżyńskiego.

## Historia
W 1921 r. wyszczególniono:
- folwark Czyżewo-Siedliska, gdzie znajdowały się 4 budynki mieszkalne z 82. mieszkańcami (41. mężczyzn i 41 kobiet). Narodowość polską podało 75 osób, 1. białoruską, a 6 żydowską.
- wieś Czyżewo-Siedliska. Było tu 17 budynków z przeznaczeniem mieszkalnym oraz 99. mieszkańców (44. mężczyzn i 55 kobiet). Wszyscy podali narodowość polską[9].